# Harald Leupold-Löwenthal
Harald Leupold-Löwenthal (Viena, 6 de agosto de 1926; Viena,13 de marzo de 2007) fue un psiquiatra y neurólogo austríaco, conocido por su participación en el establecimiento en 1971 del Sigmund Freud Museum y en su ulterior desarrollo. Cofundador de la Sociedad Sigmund Freud (Sigmund Freud Gesellschaft) y psicoanalista didáctico en consulta privada desde 1971.

## Biografía
Leupold-Löwenthal nació en Viena. Tras rendir un Abitur «de tiempos de guerra» en 1944 y un breve servicio militar, estudió medicina en la Universidad de Viena y comenzó a trabajar en 1951 en la clínica psiquiátrica y psicoterapéutica perteneciente a esa universidad (Universitätsklinik für Psychiatrie und Psychotherapie).
En 1953 y 1954 estudió en Londres y en 1959 obtuvo el reconocimiento como médico especialista en psiquiatría y neurología. Desde 1961 y hasta 1963 se desempeñó en el hospital psiquiátrico de Steinhof, de la ciudad de Viena (Wien). Paralelamente realizó la formación como psicoanalista y su psicoanálisis didáctico. En 1964 se estableció con su propia consulta psicoanalítica. 
En 1963 Leupold-Löwenthal se incorporó a la Asociación Psicoanalítica Vienesa (Wiener Psychoanalytische Vereinigung), en la que entre 1967 y 1973 se desempeñó como su secretario y desde 1974 hasta 1981 como presidente.
En conjunto con Friedrich Hacker y otros, Leupold-Löwenthal fue miembro del directorio de fundadores de la Sociedad Sigmund Freud (Sigmund Freud Gesselschaft) fundada en 1968.
En 1971 desempeñó un papel esencial en la organización y establecimiento del Sigmund-Freud-Museum un museo en la casa de Freud en Viena.  Organizó en Viena en este mismo año el primer congreso psicoanalítico tras la guerra, logrando convocar a Anna Freud  y comprometiendo su asistencia al evento (Anna era muy reacia a regresar al lugar desde donde había tenido que huir junto a su padre a causa de la persecución que sufrió la familia por parte de los nazis).
En las décadas de 1970 y 1980, el psicoanalista vienés viajó a Hungría, Polonia y la antigua Checoslovaquia para apoyar el desarrollo del psicoanálisis allí. Uno de los focos de atención fue Ucrania, donde organizó conferencias en Odesa, Kiev y Lviv a partir de 1995. Su importancia para la comunidad psicoanalítica ucraniana sigue siendo evidente hoy en día. En septiembre de 2019, se organizó una conferencia en su honor: 25 años de Harald Leupold-Löwenthal. "Los analistas actuales en Ucrania encuentran útil el análisis para encontrar su propia identidad", señala Ida di Pietro Leupold-Löwenthal, "por lo que existen vínculos directos entre la situación política y la individual en el país." 
Desde 1976 y hasta 1999 fue presidente de la Sociedad Sigmund Freud (Sigmund-Freud-Gesellschaft). 
En 1982 obtuvo el reconocimiento como catedrático en Psicoterapia y Psicoanálisis como la psicoterapia clínica en la Universidad de Viena.
En marzo de 2007 Leupold-Löwenthal sufrió un paro cardíaco, según informó la Asociación Psicoanalítica de Viena.
Una de las últimas apariciones públicas de Leupold-Löwenthal tuvo lugar tras la muerte de Gerhard Bronner, de quien era amigo cercano y de quien se acordó en los marcos de un programa de televisión conmemorativo.

## Reportaje documantal
«En realidad yo quería ser ornitólogo», confesó Harald Leupold-Löwenthal respecto de su vocación original en el reportaje de televisión del director vienés Christian M. Kreuziger, que lleva el título poco espectacular  «Un acercamiento» („Eine Annäherung“). El documental se realizó con motivo del 80.º cumpleaños del psicoanalista en 2006. 
Según aparece en el reportaje el cabaretista Gerhard Bronner, su amigo de toda la vida habría opinado que Leupold-Löwental tenía varias personalidades, : «El Leupold es un auténtico Meidlinger, habla la lengua de ese distrito vienés de la perfiferia, con sus expresiones crudas y lee novelas baratas. El Löwenthal en cambio es un académico elegante, culto....»
En la película, Harald Leupold-Löwenthal narra también, por qué la expresión vienesa cruda „g'schissn“ lo conmovió hasta las lágrimas, cómo en vez de saludar a la vendedora de leche con un „Heil Hitler“ lo hacía con un „drei Liter“  y por qué fue clasificado por los nazis como «políticamente no confiable».

## Obras y publicaciones
- Leupold-Löwenthal, Harald; Hans Lobner (1975), Sigmund Freud-Haus : Katalog, Wien: Löcker und Wögenstein;hrsg. vom der Sigmund Freud-Gesellschaft, p. 81.

- Leupold-Löwenthal, Harald (1986), Handbuch der Psychoanalyse, Wien: Orac, ISBN 3-7015-0047-9.

- Leupold-Löwenthal, Harald (1988), Freud und die Juden. Informationszentrum im Dienste der Christlich-Jüdischen Verständigung, Wien: IDCIV-Vorträge; Nr. 19, p. 56.

- Leupold-Löwenthal, Harald (1990), Der Laie. (Vorlesung  am 23. Oktober 1987 in der Aula der Johann-Wolfgang-Goethe-Universität zu Frankfurt), München; Wien: Verlag Internationale Psychoanalyse, p. 78, ISBN 3-621-26527-9.

- Leupold-Löwenthal, Harald; Scholz-Strasser, Inge (hrgs.) (1990), Die Sigmund-Freud-Vorlesungen 1970 - 1988, Wien ; Köln: Böhlau, p. 235, ISBN 3-205-05242-0.

- Leupold-Löwenthal, Harald; Ehalt, Hubert Christian (1992), Wien und die Fremden : (Vortrag im Wiener Rathaus am 19.6.1991) Wiener Vorlesungen im Rathaus ; Bd. [17], Picus.

- Leupold-Löwenthal, Harald; Hans Lobner & Inge Scholz-Strasser (1994), Sigmund Freud Museum. Wien IX. Berggasse 19. Katalog, Wien: Christian Brandstätter, p. 111, ISBN 3-85447-516-0 .

- Leupold-Löwenthal, Harald; Scholz-Strasser, Inge (1997), Ein unmöglicher Beruf. Über die schöne Kunst, ein Analytiker zu sein, Wien: Böhlau, ISBN 3-205-98412-9.

- Leupold-Löwenthal, Harald (1997), Ein Wiener zu sein : Geschichte, Geschichten, Analysen, Wien: Picus, p. 59, ISBN 3-85452-355-6.